# Peperomia naviculifolia
Peperomia naviculifolia är en pepparväxtart som beskrevs av William Trelease. Peperomia naviculifolia ingår i släktet peperomior, och familjen pepparväxter. Inga underarter finns listade i Catalogue of Life.